# Antiga Gran Bulgària

Búlgars i eslaus en els segles VI-VII

L'Antiga Gran Bulgària o Gran Bulgària (grec antic: Παλαιά Μεγάλη Βουλγαρία -Palaiá Megálē Boulgaría- en les cròniques romanes d'Orient) va ser el terme usat pels historiadors romans d'Orient per a referir-se al territori d'Onogúria durant el govern del kan búlgar Kubrat al segle vii al nord de la serralada del Caucas, a l'estepa situada entre els rius Dnièster i el curs baix del Volga.

## Kubrat
Kubrat (també Kurt o Houvrat) pertanyia al clan real dels Dulo i era l'hereu legítim del tron búlgar. Va créixer en l'Imperi Romà d'Orient, dins del qual va ser educat i batejat, mentre que el seu oncle matern Organa exercia la regència en la tribu.
A l'entorn de l'any 628, Kubrat va retornar a la seva terra natal, va assumir el lideratge del seu poble, amb la probable aprovació del gran kan dels àvars. Aviat es va deslliurar de la dominació àvara i es va segregar del Kaganat Turc occidental, immers en guerres dinàstiques.

## Creació
Entre el 630 i el 635, Kubrat va aconseguir unir sota el seu comandament les dues principals tribus búlgares, els kutrigur i els utrigur, i va crer una poderosa confederació coneguda pels autors medievals com L'Antiga Gran Bulgària i també com a onogurs-Imperi búlgar (o en versió occidental Onogúria). Alguns historiadors inclouen entre els seus súbdits els àvars derrotats i situen els seus límits occidentals a la plana panònnica. Es presumeix que la seva capital hauria estat situada a l'antiga ciutat de Fanagòria, a la península de Taman. La tomba de Kubrat va ser descoberta el 1912 a Peresxepina, Ucraïna.

## Desintegració i estats successors
Els esdeveniments que es van desenvolupar a la mort de Kubrat són descrits pel patriarca romà d'Orient Nicèfor I de Constantinoble. En temps de l'emperador Constantí IV, ens diu, Kubrat va morir i Batbayan, el més gran dels seus cinc fills, va quedar a càrrec de l'estat. Tanmateix, la pressió dels khàzars va acabar per sembrar la discòrdia entre tots els fills de Kubrat que, malgrat el consell del seu pare de romandre units per crear un front comú, van partir separadament, cada un al capdavant de la seva tribu.

### Els búlgars del Volga
Kotrag, líder dels kutrigurs, va partir cap al Volga mitjà, on va fundar la Bulgària del Volga, en la confluència d'aquest riu amb el riu Kama, un estat que arribaria a ser molt pròsper. Els búlgars del Volga o búlgars de plata, com eren coneguts en l'època, es van convertir voluntàriament a l'islam al segle ix, i aconseguiren preservar la seva identitat nacional fins ben entrat el segle xiii, repel·liren els primers atacs mongols el 1223. Tanmateix, van ser finalment derrotats i la seva ciutat més important, Bólgar, es va convertir en la capital del Kanat de l'Horda d'Or, i la seva població es va barrejar amb la dels tàtars. Els ciutadans de les actuals repúbliques russes de Tatarstan i Txuvàixia es consideren descendents d'aquests búlgars.

### Búlgars a Voivodina i Macedònia
Kuber es va assentar a l'antiga ciutat romana de Sírmium, al capdavant d'un grup format per diverses ètnies (búlgars, "romans", eslaus, germànics) i com a vassalls dels àvars de Pannònia. Després d'una revolta, va guiar la seva gent fins a Macedònia. Es va establir llavors a la regió de Keremísia i va tractar infructuosament de conquerir la ciutat de Tessalònica. Després d'aquest fracàs, va desaparèixer de la història i el seu poble es va barrejar amb les tribus eslaves de la zona.

### Búlgars al sud d'Itàlia
Altres búlgars van arribar a Itàlia al voltant a 662, liderats pel "duc Alzeco" (Altsek, a la recerca de protecció davant els àvars). Van sol·licitar terres al rei llombard Grimoald I de Benevento a canvi dels seus serveis com a mercenaris. Es van instal·lar inicialment en les proximitats de Ravenna, i es van desplaçar al sud un cert temps després. Grimoald va enviar a Altzek i als seus seguidors el seu fill Romuald, a Benevent, que els va atorgar les terres al nord-est de Nàpols en les "espaioses però fins llavors desertes" ciutats de Sepino, Boviànum (Bojano) i Isernia, a l'actual regió de Molise, als Apenins. Altzek va rebre el títol llombard de "Gastald". Pau el Diaca, en la seva Historia Langobardorum, escrita més enllà de l'any 787, ens diu que en aquella època els búlgars encara habitaven la zona, i que fins i tot, si parlaven en llatí, "no han oblidat l'ús de la seva pròpia llengua".
Excavacions a la necròpoli de Vicenne-Campochiaro, a prop de Boiano, han tret a la llum 130 enterraments datats al segle vii, entre els quals es van trobar 13 enterraments amb cavalls i artefactes d'origen germànic i àvar. Els enterraments de cavalls són característics dels nòmades eqüestres de l'Àsia central, d'on es dedueix que aquestes tombes corresponen als búlgars de Molise i Campània.

### Búlgars caucasians/balkars
Els seguidors de BatBayan, coneguts com a búlgars negres, van romandre a les seves terres ancestrals i van ser sotmesos ràpidament pels khàzars. Alguns creuen que els actuals balkars són els descendents de l'horda de BatBayan, fins i tot encara que ells s'autodenominin Malkars (pel riu Malka) i parlin una llengua turca de tipus kiptxak.

### Primer Imperi búlgar
Finalment, Asparukh Khan va ser el successor de Kubrat, va conquerir Mèsia i Dobrudja a l'Imperi Romà d'Orient, i va crear al voltant del 680 el Primer Imperi búlgar.